# Federico Kiesow

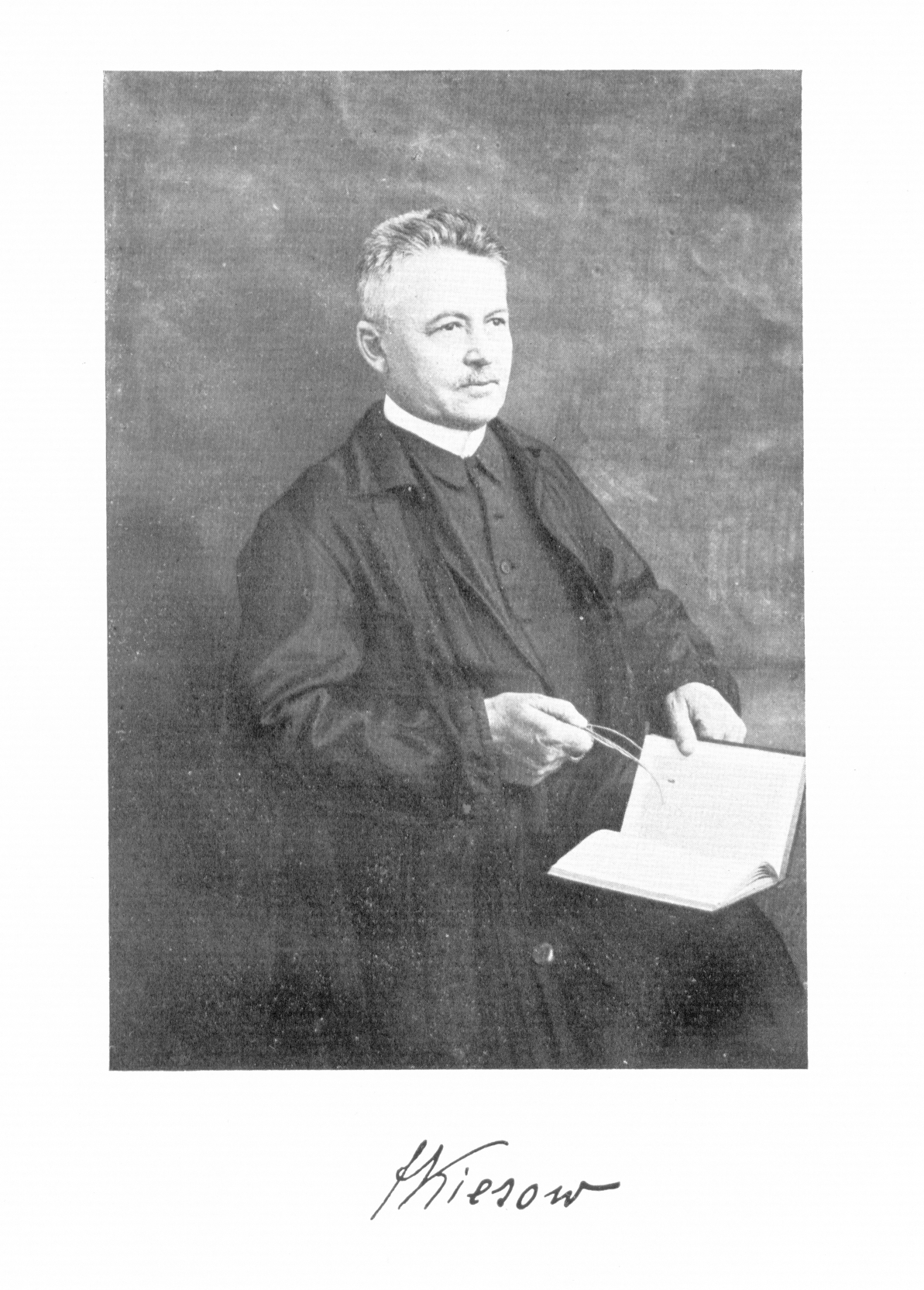
Federico Kiesow

Federico Kiesow, Karl Georg Friedrich Kiesow (ur. 28 marca 1858 w Brüel, zm. 2 grudnia 1940 w Turynie) – włoski psycholog niemieckiego pochodzenia. Zajmował się m.in. zagadnieniami psychologii doświadczalnej, zmysłu smaku, iluzji wzrokowych, wyobrażeń ejdetycznych, psychofizyki, prawa Webera-Fechnera. Uczeń Wilhelma Wundta i Angelo Mosso. Profesor psychologii na katedrze Uniwersytetu w Turynie od 1906.

## Wybrane prace
- Beiträge zur physiologischen Psychologie des Geschmackssinnes: Inaugural-Dissertation. Leipzig: Wilhelm Engelmann, 1894
- Untersuchungen über Temperaturempfindungen. Leipzig: Wilhelm Engelmann, 1895
- Zur Psychophysiologie der Mundhöhle. Leipzig: Wilhelm Engelmann, 1898
- Schmeckversuche an einzelnen Papillen. Leipzig: Wilhelm Engelmann, 1898
- Il processo di Socrate. Milano: Società Editrice „Vita e Pensiero”, 1913
- Senofonte e il daimonion di Socrate. Rivista di filosofia neo-scolastica, 1918
- Über das Webersche Gesetz, 1920
- Über die Vergleichung linearer Strecken und ihre Beziehung zum Weberschen Gesetze, 1926